# Águia de Saladino

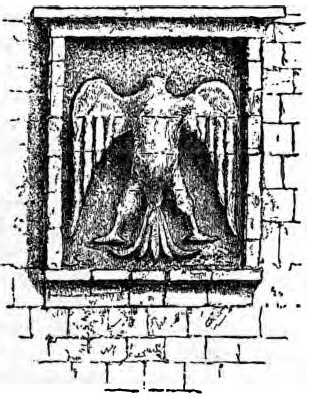
Esboço da "Águia de Saladino" original da Cidadela do Cairo, Cairo, Egito

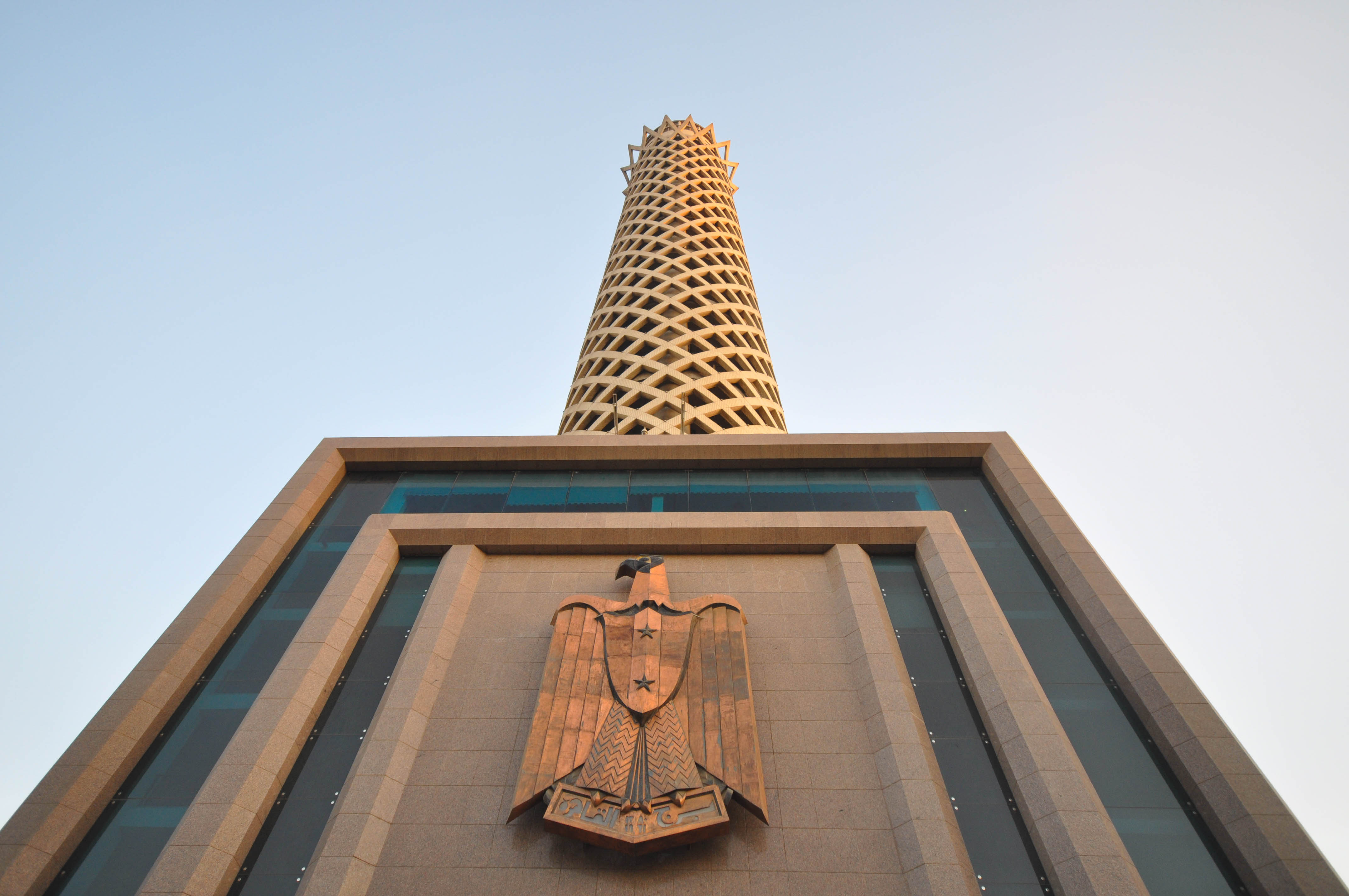
Águia na entrada da Torre do Cairo

Bandeira da Polícia Egípcia

A Águia de Saladino (em árabe: نسر صلاح الدين), no Egito conhecida como Águia Egípcia (em árabe: النسر المصري‎ el-nessr el-massry), também conhecida como Águia Republicana, é uma águia heráldica usada como um símbolo icônico do Egito. Também é usada como parte do brasão de armas do Egito, Iraque e Palestina.

## Origem do termo
O sultão aiúbida Saladino carregava uma bandeira amarela adornada com uma águia. A águia foi tomada como um símbolo do Cairo e do Egito, quando Saladino governou os Egípcios primeiro; foi inspirada no abutre do Antigo Egito, desenhado em todas as paredes dos templos egípcios como um símbolo de orgulho e dignidade. A associação com Saladino deve-se também à representação de um abutre egípcio na parede oeste da Cidadela do Cairo, que foi construída durante o reinado de Saladino, embora o projeto atual da águia seja de data mais recente, especificamente após a Revolução Egípcia de 1952. Leo Aryeh Mayer, da Universidade Hebraica de Jerusalém, observa que "a águia na Cidadela do Cairo é de data muito incerta, provavelmente consideravelmente depois do período de Saladino". Assume-se que a águia foi originalmente uma águia de duas cabeças.

## História
Na história moderna, a águia com sua atual forma amarelada foi introduzida pela primeira vez como um símbolo da República do Egito durante a revolução egípcia de 1952. O emblema foi então herdado como R.A.U. Brasão de armas em 1958, e a partir desta época a "Águia egípcia" ou a Águia de Saladino foi tomada para representar o nacionalismo mais amplo e como um símbolo de unidade.
Após a Revolução Ramadã de 1963 pelo Partido Baath Socialista Árabe - Região do Iraque, a águia árabe foi introduzida como o novo brasão de armas do Iraque, diretamente baseado no projeto usado por Gamal Abdel Nasser para a revolução egípcia.
A Federação das Repúblicas Árabes estabelecida por Muammar Gaddafi em 1972 adotou inicialmente um Falcão dos Coraixitas como seu emblema, mas este foi substituído pela Águia Árabe em 1984. Por outro lado, a República Árabe da Líbia de Gaddafi, em 1969, também adotou a águia, mas a substituiu pelo falcão dos coraixitas em 1972.
Na revolução egípcia de 2011, a águia foi associada ao regime de Mubarak. Mehrez (2012) descreve um grafite estampado retratando a águia de Saladino virada de cabeça para baixo como um apelo à queda do regime. 
Ganzeer, um artista gráfico egípcio amplamente conhecido por sua revolucionária arte de rua, explica, 'O atual emblema "Águia de Saladino" na faixa branca da bandeira, no entanto, não foi usado até 1984. O que significa que a atual águia na bandeira egípcia pertence ao regime de Mubarak. Esta conexão da 'Águia de Saladino' com o regime de Mubarak fornece a chave para entender esta peça de estêncil.

## Brasão de armas com a águia de Saladino

### Emblema histórico e atual

#### Egito e Líbia

Brasão de armas da República do Egito, 1953-1958
Brasão de armas da República Árabe Unida, 1958-1971
Brasão de armas do Egito desde 1984
Brasão de armas da Líbia, 1970-1972

#### Iraque e Curdistão

Brasão de armas do Iraque, 1965-1991
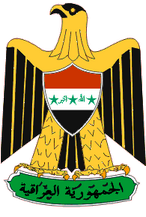
Brasão de armas do Iraque, 1991-2004
Brasão do Iraque, 2004-2008
Brasão do Iraque desde 2008
Brasão de armas do Curdistão

#### Jordânia e Palestina

Brasão da Jordânia
Brasão da Palestina
Brasão da Autoridade Palestina

#### Iémen

Brasão de armas do sul do Iêmen, 1967-1970
Brasão de armas do sul do Iêmen, 1970-1990
Brasão de armas do norte do Iêmen, 1962-1966
Brasão de armas do norte do Iêmen, 1966-1974
Brasão de armas do norte do Iêmen, 1974-1990
Brasão de armas do Iêmen unido desde 1990

#### Somalilândia

Brasão de armas da Somalilândia

## Outras aparições
A águia também aparece em diversas bandeiras, como das forças armadas do Egito (Exército Egípcio e Marinha Egípcia), da Polícia Nacional Egípcia e bandeiras de alguns estados árabes.

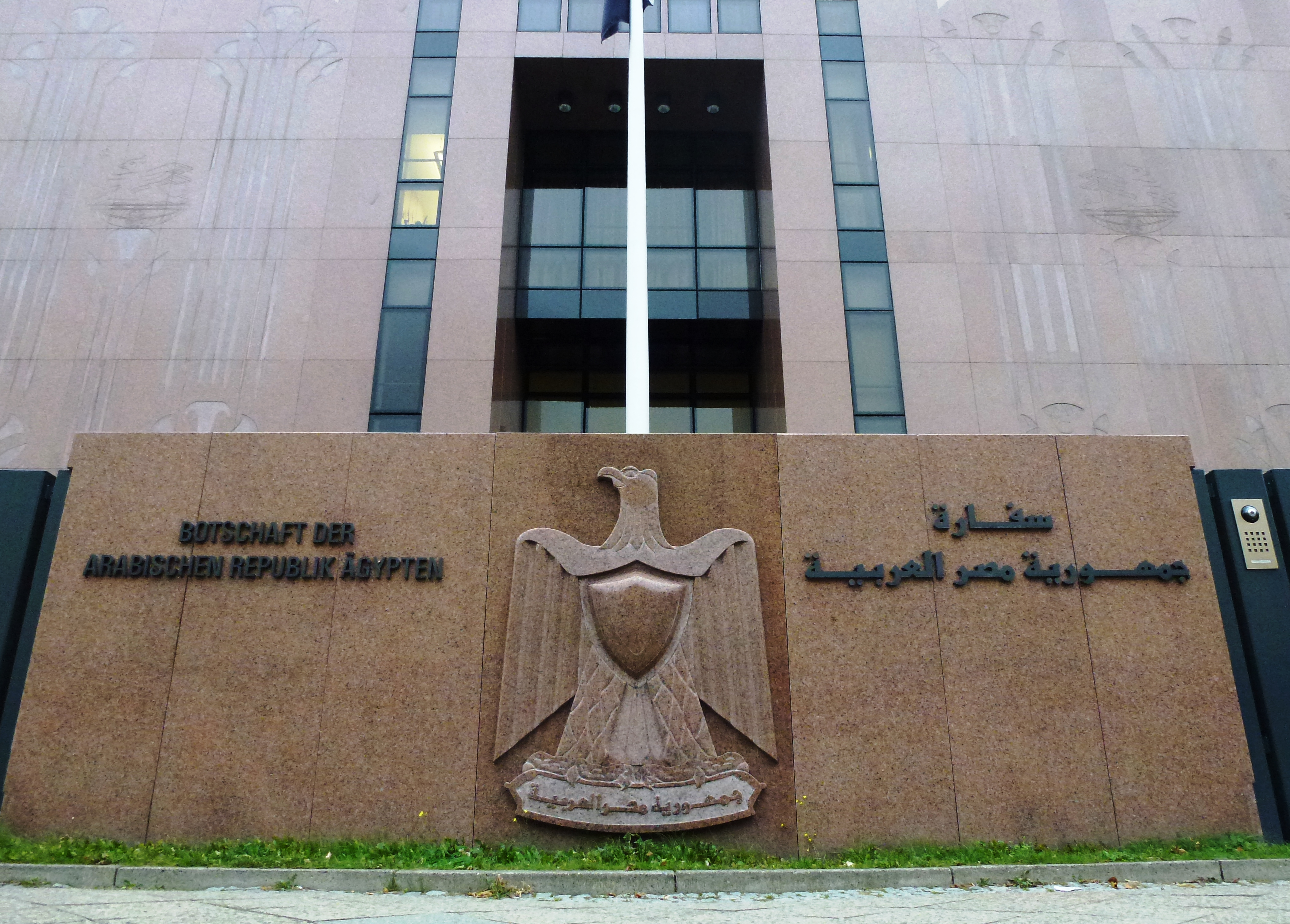
No edifício da embaixada egípcia em Berlim
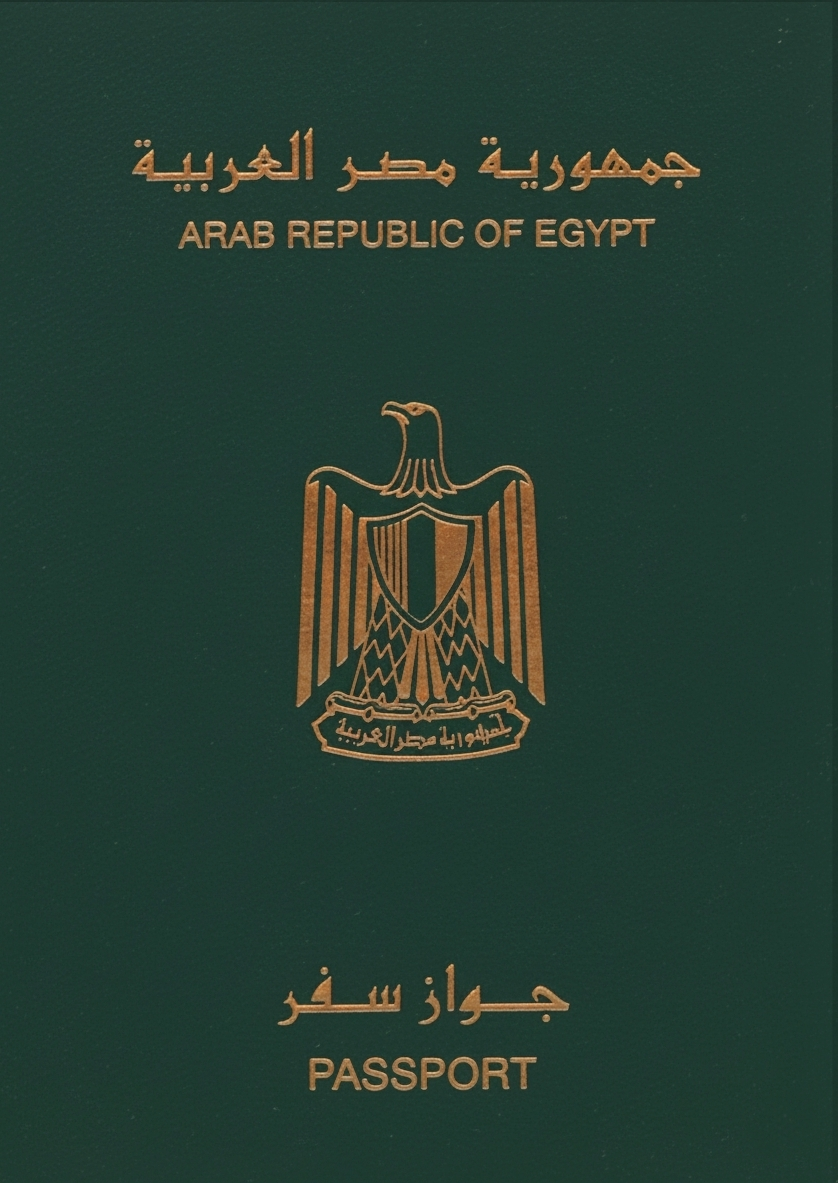
Passaporte Egípcio
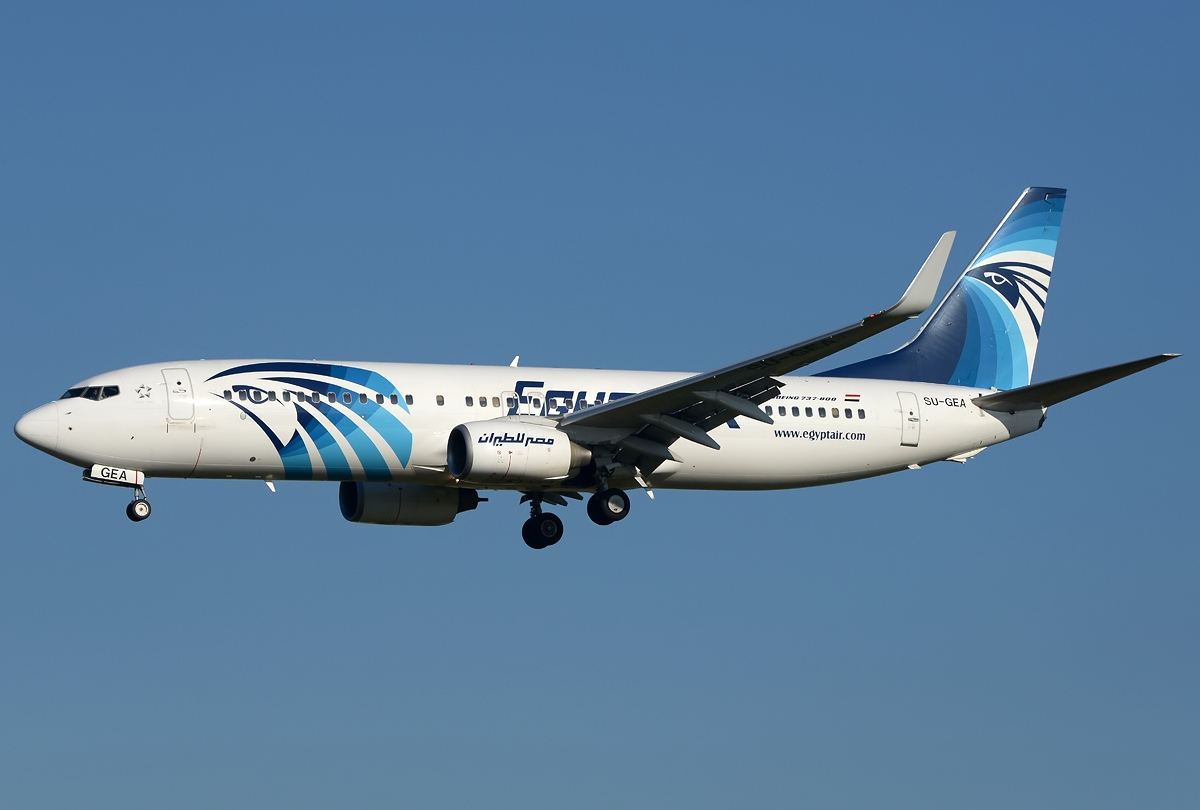
A águia é usada como um logotipo na EgyptAir
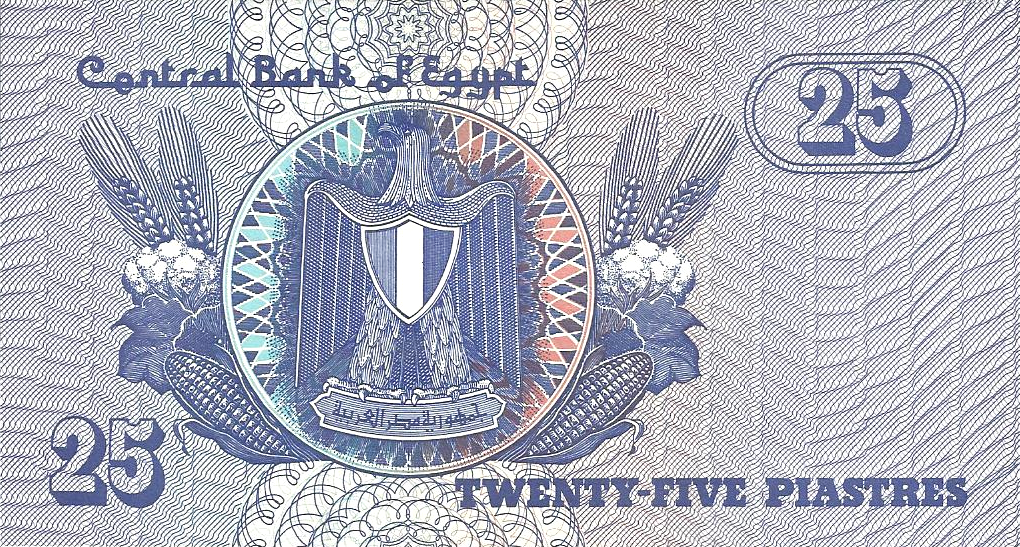
Águia na parte de trás da nota de 25 libras egípcias